# Stylurus gaudens
Stylurus gaudens är en trollsländeart som först beskrevs av Chao 1953.  Stylurus gaudens ingår i släktet Stylurus och familjen flodtrollsländor. Inga underarter finns listade i Catalogue of Life.